# Jero no 9 Antwerpen 1911
Le Jero no 9 Antwerpen 1911 est un avion né de l'étroite collaboration entre Pierre de Caters et les Frères Bollekens.
Il était prévu pour figurer dans le stand Aviator au Salon de l'auto 1910-1911 et surtout aussi pour participer au Circuit de Belgique 1911.
La mise en chantier a eu lieu au moment du voyage du baron Pierre de Caters en Inde.
Les Frères Bollekens conseillés par le comte d'Hespel et le lieutenant Sarteel, réussiront à présenter au Salon un avion très remarqué par les connaisseurs.
Au printemps de 1911, il redeviendra la propriété des frères Bollekens. C'est à ce moment que les Bollekens ont fait peindre le texte « Jéro-Anvers » sur tous les gouvernails. Le Jéro no 9 était équipé d'une carlingue avec habitacle protégé par un capotage. Le capotage du no 9 portait à l'avant les armoiries de la ville d'Anvers.
Parisot s'adjugera sur cet avion (avec carlingue mais non muni du capotage) la deuxième place au Circuit de Belgique et s'attribuera plusieurs prix aux jours de Blankenberge.
Revenu à Sint-Job-in-'t Goor, le Jéro no 9 aura les préférences des élèves-pilotes avec Henri Molla comme instructeur.
Transformé en hydro-terrestre à queue triangulaire en 1913, équipé d'un moteur Gnome 80 ch, et après révision complète et réentoilage émaillité, il servira à l'écolage à Sint-Job et Kiewit. 
À la déclaration de la guerre en 1914 tous les avions des Frères Bollekens, et par conséquent aussi cet avion-école, ont été mis à la disposition de l'aviation militaire.
M. Huybrechts a construit la maquette de cet avion. Stocké de nombreuses années, ce modèle réduit au 1/10e est à nouveau exposé au Musée royal de l'armée à Bruxelles depuis janvier 2006.

## Sources
Henri Bollekens via Roland Verzele.